# Sediliopsis ondulum
Sediliopsis ondulum é uma espécie extinta de caracol marinho, um molusco gastrópode marinho da família Pseudomelatomidae, os turrídeos e seus aliados.

## Distribuição
Fósseis desta espécie foram encontrados em estratos do Plioceno da Flórida, EUA.